# Fondant
Fondant es, en repostería general, una pasta parecida a la plastilina pero comestible, empleada como recubrimiento de ciertas preparaciones como bollos, pasteles, magdalenas, etc. En la mayoría de los casos el fondant es una decoración repostera. La denominación fondant (que en francés significa: que se funde) hace referencia a la característica física del recubrimiento: que se funda en la boca. La forma más simple de fondant es agua y azúcar y es ampliamente usada en la elaboración de caramelos.

## Ingredientes y tipos de fondant
Para la preparación del fondant, se utiliza agua, gelatina, glicerina, glucosa, mantequilla, Azúcar glas y esencia o saborizante. Existen tres maneras de preparar el fondant de acuerdo a la necesidad: fondant líquido, que se utiliza generalmente como relleno o recubrimiento (al secarse su acabado es liso y brillante), fondant elástico, el cual se utiliza estirándola para cubrir y decorar pasteles (al secarse su acabado es liso y mate) y el fondant extendido o frío. Existe también una clase de fondant que se realiza a partir de malvaviscos, que además es más fácil de preparar que el fondant original, y se utiliza con la misma finalidad.
También existen maneras caseras y económicas  de preparar fondant; en una de ellas solo se necesita de malvaviscos y azúcar impalpable; su preparación consiste en poner los malvaviscos en un recipiente y meterlos al horno de microondas por un minuto y hasta que estén completamente derretidos. En promedio son aproximadamente de 4 a 6 minutos dependiendo de la potencia del horno de microondas, cuando se tiene la consistencia elástica poco a poco se agrega el azúcar impalpable y se mezcla con los malvaviscos derretidos hasta que se tenga una consistencia firme y elástica. Para conservarlo se puede cubrir con un poco de glicerina por encima de la superficie de la masa y envolver en plástico para emplatar, guardando en el refrigerador hasta que se utilice.
La diferencia con la masa elástica o pasta de goma, radica en la composición y sobre todo en la textura. El fondant tiene entre sus componentes gelatina (colapez) y la masa elástica, goma tragacanto. Ambas llevan azúcar glas, agua, glucosa y manteca vegetal en su composición principal.

## Galería

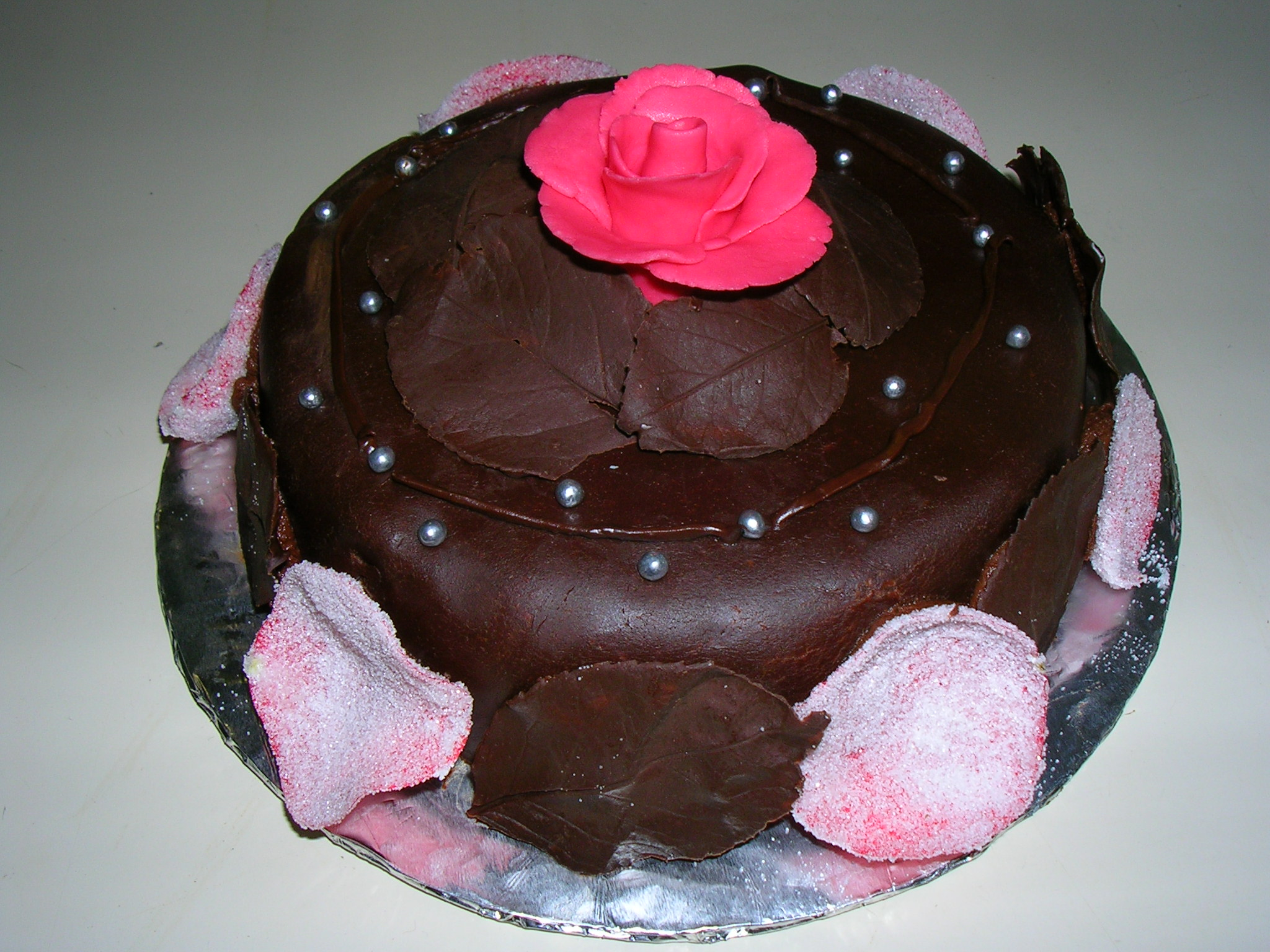
Pastel cubierto con fondant envuelto en chocolate.
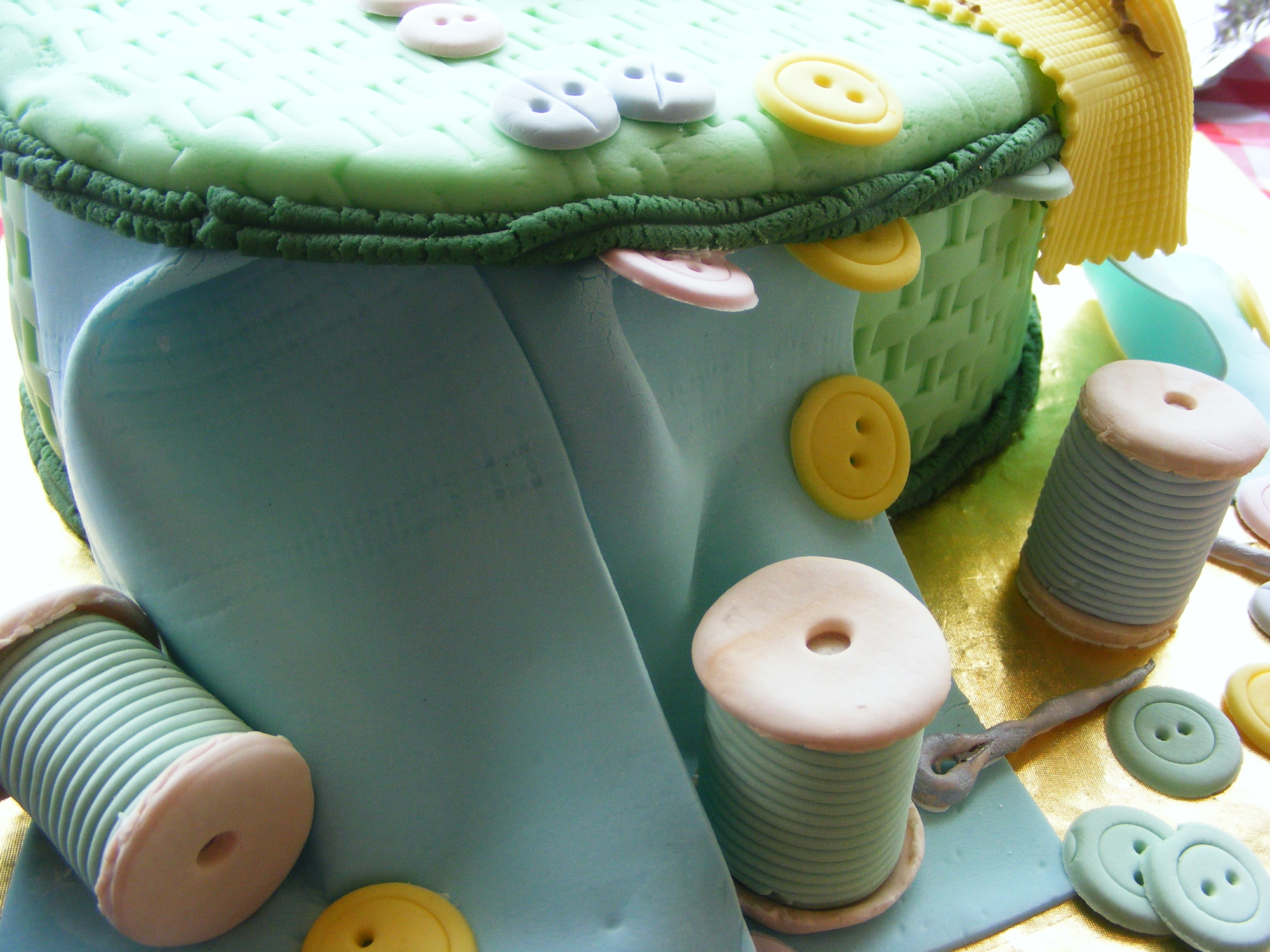
Una torta cubierta con fondant representando un kit de costura.
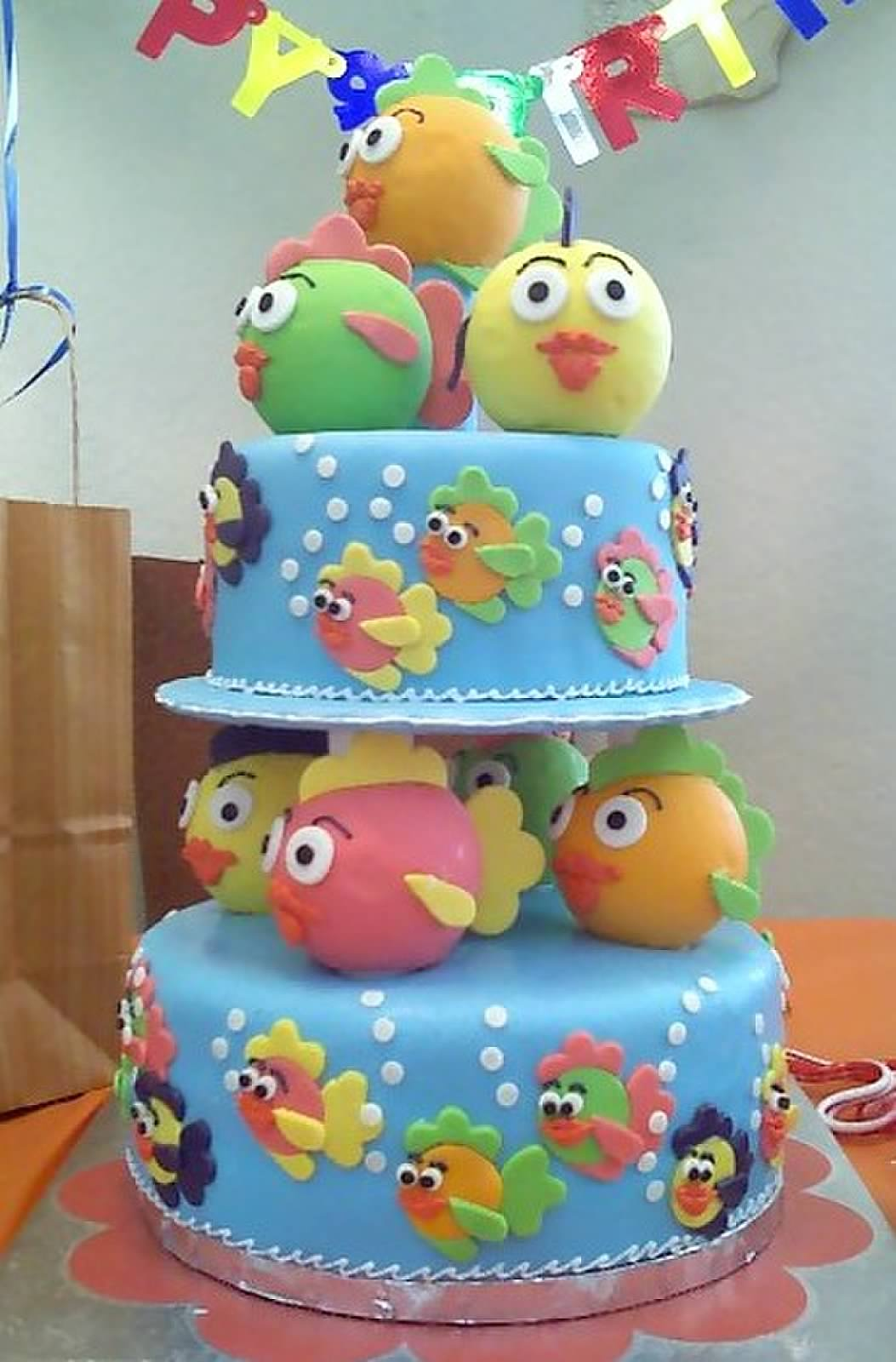
El método appliqué usa una o más capas de fondant enrollado cortado para proveer color y profundidad.